# Paradoncholaimus venustus
Paradoncholaimus venustus är en rundmaskart som beskrevs av Belogurov, et al 1972. Paradoncholaimus venustus ingår i släktet Paradoncholaimus och familjen Oncholaimidae. Inga underarter finns listade i Catalogue of Life.